# Polyrhachis latinota
Polyrhachis latinota är en myrart som beskrevs av Hugo Viehmeyer 1912. Polyrhachis latinota ingår i släktet Polyrhachis och familjen myror. Inga underarter finns listade i Catalogue of Life.